# Calyx clavata
Calyx clavata är en svampdjursart som beskrevs av Burton 1928. Calyx clavata ingår i släktet Calyx och familjen Phloeodictyidae. Inga underarter finns listade i Catalogue of Life.